# پارستزی
پارستزی (به انگلیسی: Paresthesia) یا گِزگِز اندام، مورمور شدن با بی‌حسی (numbness)، سوزن‌سوزنی شدن (tingling) در پوست بدن انسان، اغلب در انگشتان، دست‌ها، پاها، بازوها یا پاها گفته می‌شود.

## نشانهٔ بیماری (عارضه)
پارستزی به‌عنوان نشانهٔ بیماری در برخی بیماری‌های عصبی مانند مولتیپل اسکلروز، سندروم پای بی‌قرار، اسپوندیلوز و توراسیک اوت لت سندرم و همچنین در برخی بیماری‌های سیستمیک مانند کم‌خونی، دیابت و آمیلوئیدوز نیز دیده می‌شود.

## علل
اعصاب: مدت طولانی در حالت نشسته یا ایستاده، آسیب دیدگی عصب (آسیب دیدگی گردن دردست و آسیب دیدگی کمر پشت پا حس شود)، فشار بر اعصاب ستون مهره‌ها (دیسک فتق)، فشار بر اعصاب محیطی ناشی از بزرگ شدن رگ‌های خونی، تومورها، بافت اسکار یا عفونت، شرایط مادرزادی که روی اعصاب تأثیر می‌گذارد.
- سندرم تونل کارپال (فشار روی عصب در مچ)
- سندروم پای بی‌قرار
- مولتیپل اسکلروزیس
- میگرن
- تشنج
- سکته مغزی
- حمله ایسکمیک گذرا (TIA)، که گاهی یک «سکته خفیف مغزی» خوانده می‌شود.

عفونت:
- زونا
- ایدز
- جذام
- سفلیس
- سل

سطح غیرطبیعی کلسیم، پتاسیم یا سدیم
B1، B6، B12 یا اسید فولیک
سموم: مواد مخدر، سرب، الکل، سموم غذای دریایی، نیش حیوانات و حشرات مثل کنه و عنکبوت
دارو: نیتروفورانتوئین، پرمترین و ترامادول و داروهای شیمی درمانی و پرتو درمانی

## خون
کم خونی
پدیده رینود (تنگ شدن رگ‌های خونی، معمولاً در دست و پا)
عدم خونرسانی به ناحیه مانند سخت شدن شریان‌ها (آترواسکلروز)، سرمازدگی یا التهاب رگ (واسکولیت)